# Liste der uruguayischen Leichtathletikrekorde
Die uruguayischen Leichtathletik-Landesrekorde sind die jeweiligen individuellen Bestleistungen der Gesamtheit aller uruguayischen Athleten in den Disziplinen der Leichtathletik. Sofern nicht anders vermerkt, gibt die nachstehende Auflistung den Stand am 15. Juni 2015 wieder.

## Freiluftrekorde

### Männer
| Disziplin         | Leistung | Athlet/Athleten                                                                     | Datum              | Ort                     |
| ----------------- | --- | ----------------------------------------------------------------------------------- | ------------------ | ----------------------- |
| 100 m             | 10,15 s | Heber Viera                                                                         | 25. Juni 1999      | Bogotá                  |
| 200 m             | 20,46 s | Heber Viera                                                                         | 12. Mai 2002       | Guatemala-Stadt         |
| 400 m             | 45,02 s | Andrés Silva                                                                        | 17. Mai 2006       | Fortaleza               |
| 800 m             | 1:49,16 min | Javier Marmo                                                                        | 14. Juni 2015      | Lima                    |
| 1500 m            | 3:43,47 min | Ricardo Vera                                                                        | 20. Juni 1989      | Sevilla                 |
| 3000 m            | 7:56,88 min | Ricardo Vera                                                                        | 13. Juni 1989      | Pontevedra              |
| 5000 m            | 13:47,6 min | Néstor García                                                                       | 9. Mai 1999        | Montevideo              |
| 10.000 m          | 28:52,36 min | Néstor García                                                                       | 21. Mai 1998       | San Leopoldo            |
| Halbmarathon      | 1:02:34 h | Néstor García                                                                       | 31. März 1999      | Lissabon                |
| Marathon          | 2:12:48 h | Néstor García                                                                       | 24. Oktober 1999   | Chicago                 |
| 50 km             | 3:49:45 h | Leonardo Raimondo                                                                   | 25. September 2010 | San Miguel, Argentinien |
| 100 km            | 8:38:44 h | Alejandro Cáceres                                                                   | 25. September 2010 | San Miguel, Argentinien |
| 110 m Hürden      | 14,89 s | Javier Olivar                                                                       | 27. Oktober 1984   | Santiago                |
| 400 m Hürden      | 48,65 s | Andrés Silva                                                                        | 3. August 2014     | São Paulo               |
| 3000 m Hindernis  | 8:23,02 min | Ricardo Vera                                                                        | 28. Juni 1992      | Hengelo                 |
| Hochsprung        | 2,14 m | Elbio Pelloni                                                                       | 24. April 1988     | São Paulo               |
| Stabhochsprung    | 5,00 m | Fernando Ruocco                                                                     | 20. Juni 1980      | Troisdorf               |
| Weitsprung        | 8,09 m | Emiliano Lasa                                                                       | 13. Juni 2015      | Lima                    |
| Dreisprung        | 15,08 m | Emiliano Lasa                                                                       | 7. November 2010   | Mar del Plata           |
| Kugelstoßen       | 15,54 m | Oscar Gadea                                                                         | 12. September 1987 | Montevideo              |
| Diskuswurf        | 54,92 m | Rodolfo Casanova                                                                    | 14. April 2012     | San Carlos              |
| Hammerwurf        | 63,18 m | Darwin Piñeyrúa                                                                     | 4. Mai 1974        | Montevideo              |
| Speerwurf         | 61,68 m | Mario Alaniz                                                                        | 11. Oktober 1987   | São Paulo               |
| Zehnkampf         | 6602 Pkt. | Sebastián Ortiz                                                                     | 21. November 1996  | Montevideo              |
| Zehnkampf         | 1. Tag: 11,2 s (100 m) – 6,91 m (Weitsprung) – 12,24 m (Kugel) – 1,95 m (Hochsprung) – 53,8 s (400 m) 2. Tag: 16,4 s (110 m Hürden) – 36,04 m (Diskus) – 4,60 m (Stabhochsprung) – 41,05 m (Speer) – 5:03,3 min (1500 m) |                                                                                     |                    |                         |
| 10-km-Gehen       | 44:00,3 min | Juan Mesquita                                                                       | 2. September 2002  | Montevideo              |
| 4 × 100-m-Staffel | 40,14 s | Nationalstaffel - Heber Viera - Rubén Techeira - Danielo Estefan - Daniel Sarmiento | 26. Juni 1999      | Bogotá                  |
| 4 × 400-m-Staffel | 3:11,59 min | Campus Maldonado - Andrés Silva - Heber Viera - Rubén Techeira - Danielo Estefan    | 19. Mai 2002       | Montevideo              |

### Frauen
| Disziplin         | Leistung | Athlet/Athleten                                                                                 | Datum              | Ort           |
| ----------------- | --- | ----------------------------------------------------------------------------------------------- | ------------------ | ------------- |
| 100 m             | 11,54 s | Claudia Acerenza                                                                                | 22. Juli 1988      | Mexiko-Stadt  |
| 200 m             | 23,78 s | Claudia Acerenza                                                                                | 23. Juli 1988      | Mexiko-Stadt  |
| 400 m             | 52,53 s | Déborah Rodríguez                                                                               | 3. Oktober 2014    | Montevideo    |
| 800 m             | 2:01,46 min | Déborah Rodríguez                                                                               | 14. Juni 2015      | Lima          |
| 1500 m            | 4:19,37 min | María Pía Fernández                                                                             | 12. Juni 2015      | Lima          |
| 3000 m            | 9:38,71 min | Elena Guerra                                                                                    | 11. April 2004     | Mar del Plata |
| 5000 m            | 16:46,65 min | Elena Guerra                                                                                    | 18. April 2004     | Montevideo    |
| 10.000 m          | 36:07,7 min | Elena Guerra                                                                                    | 18. April 2004     | Montevideo    |
| Halbmarathon      | 1:20:20 h | Laura Bazallo                                                                                   | 9. September 2012  | Buenos Aires  |
| Marathon          | 2:48:58 h | Laura Bazallo                                                                                   | 13. Oktober 2013   | Buenos Aires  |
| 50 km             | 4:17:39 h | Silvia Amodio                                                                                   | 14. September 2013 | Winschoten    |
| 100 km            | 11:09:39 h | Mirita Hernandez                                                                                | 8. November 2008   | Tarquina      |
| 100 m Hürden      | 14,61 s | Déborah Rodríguez                                                                               | 8. Februar 2014    | Buenos Aires  |
| 400 m Hürden      | 56,33 s | Déborah Rodríguez                                                                               | 13. Juni 2015      | Lima          |
| 3000 m Hindernis  | 11:22,31 min | Aldana Machado                                                                                  | 27. April 2014     | Montevideo    |
| Hochsprung        | 1,76 m | Lorena Aires                                                                                    | 27. März 2015      | Buenos Aires  |
| Stabhochsprung    | 4,23 m | Debora Gyurcsek                                                                                 | 23. Juli 2000      | Cochabamba    |
| Weitsprung        | 6,52 m | Mónica Falcioni                                                                                 | 26. Juni 1999      | Bogotá        |
| Dreisprung        | 13,59 m | Mónica Falcioni                                                                                 | 8. Mai 1999        | Montevideo    |
| Kugelstoßen       | 15,85 m | Berenice Da Silva                                                                               | 25. September 1988 | Buenos Aires  |
| Diskuswurf        | 45,34 m | Berenice Da Silva                                                                               | 28. Mai 1988       | Santa Fe      |
| Hammerwurf        | 61,52 m | Stefanía Zoryez                                                                                 | 2. April 2006      | Montevideo    |
| Speerwurf         | 51,68 m | Maria Mello                                                                                     | 27. Februar 2014   | Santa Fe      |
| Siebenkampf       | 4750 Pkt. | Ana Laura Leite                                                                                 | 18. November 2012  | Rosario       |
| Siebenkampf       | 15,45 s (+0,2) (100 m Hürden) – 1,57 m (Hochsprung) – 9,94 m (Kugel) – 26,19 s (+0,4) (200 m) – 5,55 m (0,0) (Weitsprung) – 32,28 m (Speer) – 2:27,55 min (800 m) |                                                                                                 |                    |               |
| 10-km-Gehen       | 1:02:08,9 h | Claudia Ramirez                                                                                 | 26. Oktober 2003   | Buenos Aires  |
| 4 × 100-m-Staffel | 46,51 s | Nationalstaffel - Claudia Acerenza - Soledad Acerenza - Marcela Tiscornia - Margarita Martirena | 19. Juli 1992      | Sevilla       |
| 4 × 400-m-Staffel | 3:40,19 min | Nationalstaffel - Claudia Acerenza - Soledad Acerenza - Laura Abel - Inés Justet                | 30. Juni 1991      | Manaus        |

## Hallenrekorde

### Männer
| Disziplin      | Leistung    | Athlet/Athleten | Datum            | Ort       |
| -------------- | ----------- | --------------- | ---------------- | --------- |
| 400 m          | 47,50 s     | Andrés Silva    | 10. März 2006    | Moskau    |
| 800 m          | 1:55,79 min | Iván García     | 9. Februar 1997  | Barcelona |
| 3000 m         | 8:00,89 min | Ricardo Vera    | 27. Februar 1990 | Sevilla   |
| Stabhochsprung | 4,50 m      | Esteban Sosa    | 18. Januar 1992  | Mainz     |

### Frauen
| Disziplin      | Leistung    | Athlet/Athleten  | Datum            | Ort       |
| -------------- | ----------- | ---------------- | ---------------- | --------- |
| 60 m           | 7,83 s      | Carmen Mosegui   | 21. Januar 1989  | Oviedo    |
| 400 m          | 56,57 s     | Claudia Acerenza | 8. März 1991     | Sevilla   |
| 800 m          | 2:21,28 min | Jessica Miller   | 23. Februar 2008 | Tennessee |
| Stabhochsprung | 3,95 m      | Deborah Gyurcsek | 8. Februar 2004  | Valencia  |

## U20-Rekorde

### Männer
| Disziplin        | Leistung     | Athlet/Athleten   | Datum                          | Ort                          |
| ---------------- | ------------ | ----------------- | ------------------------------ | ---------------------------- |
| 100 m            | 10,53 s      | Heber Viera       | 26. Oktober 1998               | Cuenca                       |
| 200 m            | 20,95 s      | Andrés Silva      | 17. April 2005                 | Santa Fe                     |
| 400 m            | 45,38 s      | Andrés Silva      | 22. Juli 2005                  | Cali                         |
| 800 m            | 1:50,98 min  | Andrés Silva      | 23. April 2003                 | Santiago                     |
| 1500 m           | 3:49,9 min   | Cristian Rosales  | 6. Dezember 1996               | Montevideo                   |
| 3000 m           | 8:26,79 min  | Eduardo Gregorio  | 24. Mai 2008                   | Montevideo                   |
| 5000 m           | 14:20,53 min | Cristian Rosales  | 6. April 1997                  | Mar del Plata                |
| 10.000 m         | 29:59,9 min  | Cristian Rosales  | 15. März 1997                  | Montevideo                   |
| 110 m Hürden     | 14,93 s      | Andrés Silva      | 18. April 2004 + 30. Juli 2005 | Montevideo + Windsor, Kanada |
| 400 m Hürden     | 50,56 s      | Andrés Silva      | 8. Mai 2005                    | Santiago                     |
| 3000 m Hindernis | 9:00,3 min   | Rogelio Fernández | 28. April 1996                 | Montevideo                   |
| Hochsprung       | 2,04 m       | Rolando Garay     | 11. November 1991              | Maringá                      |
| Stabhochsprung   | 4,62 m       | Sebastián Ortiz   | 12. Mai 1996                   | Montevideo                   |
| Weitsprung       | 7,42 m       | Emiliano Lasa     | 25. Juli 2009                  | São Paulo                    |
| Dreisprung       | 14,47 m      | Emiliano Lasa     | 14. November 2009              | Montevideo                   |
| Kugelstoßen      | 14,41 m      | Bruno Méndez      | 28. Juli 2012                  | Montevideo                   |
| Diskuswurf       | 48,16 m      | Facundo Nuñez     | 31. Mai 2009                   | Montevideo                   |
| Hammerwurf       | 51,86 m      | Gastón Gómez      | 24. Mai 2009                   | Montevideo                   |
| Speerwurf        | 54,77 m      | Álvaro Cuevas     | 13. März 2004                  | Montevideo                   |

### Frauen
| Disziplin        | Leistung     | Athlet/Athleten     | Datum              | Ort           |
| ---------------- | ------------ | ------------------- | ------------------ | ------------- |
| 100 m            | 11,94 s      | Karina Soto         | 8. September 1996  | Santa Fe      |
| 200 m            | 24,73 s      | Claudia Acerenza    | 15. September 1985 | Santiago      |
| 400 m            | 54,61 s      | Déborah Rodríguez   | 6. Mai 2010        | Buenos Aires  |
| 800 m            | 2:08,62 min  | María Pía Fernández | 16. März 2014      | Santiago      |
| 1500 m           | 4:26,61 min  | María Pía Fernández | 13. September 2014 | São Paulo     |
| 3000 m           | 9:59,04 min  | Paola Patrón        | 24. November 1985  | Santa Fe      |
| 5000 m           | 17:30,20 min | Aldana Sabatel      | 18. März 2012      | Montevideo    |
| 10.000 m         | 37:49,6 min  | Claudia Ramirez     | 3. November 2007   | San Carlos    |
| 100 m Hürden     | 14,78 s      | Jessica Miller      | 7. Juni 2003       | Guayaquil     |
| 400 m Hürden     | 58,63 s      | Déborah Rodríguez   | 3. Juni 2011       | Buenos Aires  |
| 3000 m Hindernis | 11:22,31 min | Aldana Machado      | 27. April 2014     | Montevideo    |
| Hochsprung       | 1,75 m       | Lorena Aires        | 30. August 2014    | Montevideo    |
| Stabhochsprung   | 3,85 m       | Deborah Gyurcsek    | 6. April 1997      | Mar del Plata |
| Weitsprung       | 5,97 m       | Gabriela Acosta     | 8. November 1981   | La Paz        |
| Dreisprung       | 12,02 m      | Dayana Sastre       | 20. Oktober 2001   | Santa Fe      |
| Kugelstoßen      | 14,48 m      | Cecilia Rodriguez   | 16. März 2014      | Santiago      |
| Diskuswurf       | 43,77 m      | Micaela Garbarino   | 20. April 2013     | Fray Bentos   |
| Hammerwurf       | 54,14 m      | Stefanía Zoryez     | 2. März 2002       | Montevideo    |
| Speerwurf        | 50,27 m      | Maria Mello         | 19. Oktober 2013   | Resistencia   |

## U18-Rekorde

### Männer
| Disziplin | Leistung | Athlet/Athleten | Datum          | Ort          |
| --------- | -------- | --------------- | -------------- | ------------ |
| 100 m     | 10,74 s  | Andrés Silva    | 10. Juli 2003  | Sheerbrooke  |
| 200 m     | 21,63 s  | Andrés Silva    | 3. August 2002 | Belém        |
| 400 m     | 46,36 s  | Andrés Silva    | 21. Juni 2003  | Barquisimeto |

### Frauen
| Disziplin | Leistung | Athlet/Athleten | Datum        | Ort        |
| --------- | -------- | --------------- | ------------ | ---------- |
| 100 m     | 12,05 s  | Yamila Pereyra  | 6. Juni 2015 | Montevideo |
| 200 m     | 25,00 s  | Yamila Pereyra  | 7. Juni 2015 | Montevideo |